# Golpe de Estado em Alto Volta em 1980
O golpe de Estado em Alto Volta em 1980 ocorreu em 25 de novembro de 1980 na República do Alto Volta (atual Burquina Fasso). Após um longo período de seca, fome, agitação popular e greves trabalhistas, o coronel Saye Zerbo derrubou o presidente Sangoulé Lamizana, outro líder militar. O próprio Zerbo seria deposto apenas dois anos mais tarde.

## História

### Antecedentes
O Alto Volta obteve a independência da França em 1960, depois que o presidente Maurice Yaméogo começou com a criação de uma ditadura de partido único dominada por seu próprio partido União Democrática do Volta. Após várias eleições manipuladas e um novo plano de austeridade sendo instituído, as poderosas organizações sindicais se rebelaram contra o presidente, o que causou o golpe de Estado de 1966, em que o tenente-coronel Sangoulé Lamizana tomou o poder. Isto marcou o início de uma longa época de regime militar no Alto Volta e mais tarde Burquina Fasso.
Lamizana passaria a governar o país como um ditador militar até a eleição presidencial em 1978, quando foi eleito como o líder de um regime civil. Durante a década de 1970 o governo Lamizana enfrentou muitos problemas, entre eles a contínua oposição dos sindicatos, o surgimento de novos grupos políticos de oposição, uma forte seca no Sahel, a crescente desertificação, e assim por diante. A necessidade de ajuda externa atingiu níveis recordes em 1979, perfazendo um total de 70% do orçamento do governo.
Em fevereiro de 1979, as principais organizações sindicais lançaram uma nova campanha anti-Lamizana. Em maio, dois importantes líderes sindicais foram presos por incitar a revolta - greves de protesto de uma semana rapidamente forçaram a sua libertação. Dois meses depois, Lamizana condenou as demandas sindicais, apelando para a unidade nacional. Em dezembro, o presidente finalmente reconhece a dependência do país em ajuda ocidental para a sobrevivência. Em 7 de janeiro de 1980, uma greve geral começou. Ela provou ser breve, porém colocou mais problemas à frente para Lamizana até o final do ano.

### Golpe de Estado
Em 1 de outubro, os professores começaram uma greve. Esta, transformada em uma completa greve geral no início de novembro, colocou pressão sobre o governo. Em 12 de novembro, o presidente Lamizana sobreviveu a uma moção de censura, com uma margem de 33-24 votos. Enquanto os professores concordaram em 22 de novembro a voltar ao trabalho, a agitação ainda não havia culminado.
Em 25 de novembro, o coronel Saye Zerbo liderou um golpe militar derrubando o presidente Lamizana. O golpe de Estado foi sem derramamento de sangue e mostrou-se bem sucedido. A polícia de choque, implantada contra os trabalhadores em greve, tentou um contra-golpe em apoio a Lamizana, mas não conseguiu reintegrá-lo. Zerbo - um militar veterano, ex-ministro das Relações Exteriores em 1974-1976, comandante do regimento do exército na capital Ouagadougou, e chefe da inteligência militar - suspendeu a Constituição, e estabeleceu o Comitê Militar de Recuperação para o Progresso Nacional (em francês:  Comité Militaire de Redressement pour le Progrès National, CMPRN), uma junta de 31 membros. Vários membros da junta eram jovens e radicais, entre eles os futuros presidentes Thomas Sankara e Blaise Compaoré.  Dentre os segmentos da sociedade que apoiaram o golpe de Estado estavam o povo mossi e os católicos, dois grupos marginalizados por Lamizana; apesar do fato de que Zerbo, tal como seu antecessor, ser um bissa muçulmano.

### Consequências
O novo presidente Zerbo inicialmente contou com o apoio dos sindicatos, como Lamizana teve uma vez depois de seu golpe de 1966, ganhando o apoio dos professores grevistas por ceder a maior parte de suas demandas. Os chefes tradicionais também apoiaram Zerbo. Em 16 de dezembro, ele estabeleceu um gabinete de 16 membros. Esta contenção não durou muito tempo - o governo enfrentou grandes protestos já em maio, após Zerbo anunciar a imposição do serviço militar obrigatório e advertir os sindicatos para observar seu tom em direção ao regime. Mais tarde, após a agitação contínua, iria proibir  as greves trabalhistas algumas semanas antes do aniversário de um ano do golpe.
Depois de apenas dois anos de ações semelhantes, Zerbo foi derrubado pelos militares em mais um golpe de Estado em 1982, fazendo com que o Major Dr. Jean-Baptiste Ouédraogo tornasse presidente. O regime militar continuou no país desde então, com numerosos golpes e tentativas de golpe.